# Adolf Brecher
Adolf  Brecher (4. dubna 1831, Prostějov – 13. dubna 1894, Olomouc) byl lékař, spisovatel, básník, překladatel, dlouholetý místopředseda židovské obce v Olomouci.

## Život
Pocházel z lékařské a intelektuální rodiny, jeho otec Gideon Brecher byl známým lékařem (prvním prostějovským Židem-lékařem), ale i spisovatelem a literátem vůbec. Jeho bratrancem byl světoznámý orientalista Moritz Steinschneider a vnukem architekt, filozof a Wittgensteinův přítel Paul Engelmann. Adolf vystudoval gymnázium v Bratislavě (Prešpurku) a Praze. Další studia následovala v Mikulově a poté navštěvoval Karlo-Ferdinandovu univerzitu v Praze. Zde studoval medicínu a zároveň i židovská studia. Od roku 1859 žil a působil jako lékař v Olomouci. Byl velmi populárním praktikem, skvělým diagnostikem. Působil jako šéflékař na drahách. Vedle své lékařské praxe se věnoval i veřejným záležitostem. Dvacet let byl členem výboru olomouckého Německého spolku (Deutscher Verein) a Hudebního spolku (Musikverein). Byl taktéž dlouholetým členem olomouckého spolku „Schlaraffiana“, což bylo mužské sdružení, jehož členové se scházeli po olomouckých hostincích a navzájem si předčítali své humoristické literární výtvory. K tomu ještě působil v rámci židovské komunity v Olomouci a byl čestným členem židovské obce v rodném Prostějově.

## Dílo
Vedle své lékařské činnosti a manažerské aktivity v židovské obci se Brecher zapsal do dějin především jako básník, spisovatel a překladatel. Díky svému jazykovému talentu překládal například Petöfiho z maďarštiny (Adolfův otec vystudoval medicínu v Budapešti, lze předpokládat, že odtud pramenila jeho znalost tohoto jazyka) či dílo Jaroslava Vrchlického do němčiny. K jeho hlavním dílům patří kniha hádanek „Sphynx“, dále humorné básně "Bunter Kram", "In Müssigen Stunden", “ Im Schaukelstuhle“. Podílel se na vydávání „Blätter Fliegende“, jež vycházely v Mnichově. Dále se podílel i na vydávání „Humoristisches Deutschland" a "Berliner Wespen", které vydával Julius Stettenheim či „An der Blauen Donau“, které vycházely ve Vídni.
Zásadním dílem byl jeho metrický překlad žalmu z hebrejštiny do němčiny „Die Psalmen“, které vyšly v roce 1862 ve Vídni.